# Pilawy
Pilawy [pronunciación en polaco: /piˈlavɨ/] es un pueblo ubicado en el distrito administrativo de Gmina Sadkowice, dentro del Distrito de Rawa, Voivodato de Łódź, en Polonia central. Se encuentra aproximadamente a 4 kilómetros al noroeste de Sadkowice, a 16 kilómetros al este de Rawa Mazowiecka, y a 70 kilómetros al este de la capital regional Łódź.